# 高屋 (弘前市)
高屋（たかや）は、青森県弘前市の大字で、旧中津軽郡岩木町の大字。郵便番号は036-1312。

## 地理
北は横町、東は熊嶋、東南から南にかけて一町田、南西は賀田・五代、北西は八幡に接する。

### 小字
小字として福田・本宮・安田がある。

## 歴史

### 沿革
- 1889年（明治22年） - 大浦村の大字になる。
- 1891年（明治24年） - 当時の記録では人口547、戸数77、厩50、水車1であった。
- 1961年（昭和36年） - 岩木町大字高屋になる。
- 2006年（平成18年） - 弘前市への合併とともに弘前市の大字になる。

### 地名の由来
かつて当地に高貴な人が流されて居住していたことにちなむ。

## 世帯数と人口
2017年（平成29年）6月1日現在の世帯数と人口は以下の通りである。
| 大字             | 世帯数  | 人口    |
| ---------------- | ------- | ------- |
| 高屋（小字全域） | 420世帯 | 1,060人 |

## 施設

### 医療
- 小泉歯科医院

### 福祉
- 社会福祉法人抱民舎
  - 障がい福祉事業であいの家あうん
- 地域生活支援センター ささえの家ノーム
- 知的障がい者更生施設拓光園高屋住宅
- 岩木保健福祉センター

### 商業
- (株)石豊建設
- 松岡自動車板金

### 工業
- 樺澤左官工業
- 柴田自動車工場
- 日本パルスモーター岩木工場

### 公共
- 高屋公民館

## 小・中学校の学区
市立小・中学校に通う場合、学区は以下の通りとなる。
| 大字 | 番地 | 小学校             | 中学校             |
| ---- | ---- | ------------------ | ------------------ |
| 高屋 | 全域 | 弘前市立岩木小学校 | 弘前市立津軽中学校 |

## 交通
- 弘南バス

一町田、賀田東口、岩木庁舎前（弘前バスターミナル - 枯木平線、他）停留所。